# Nioumachoua

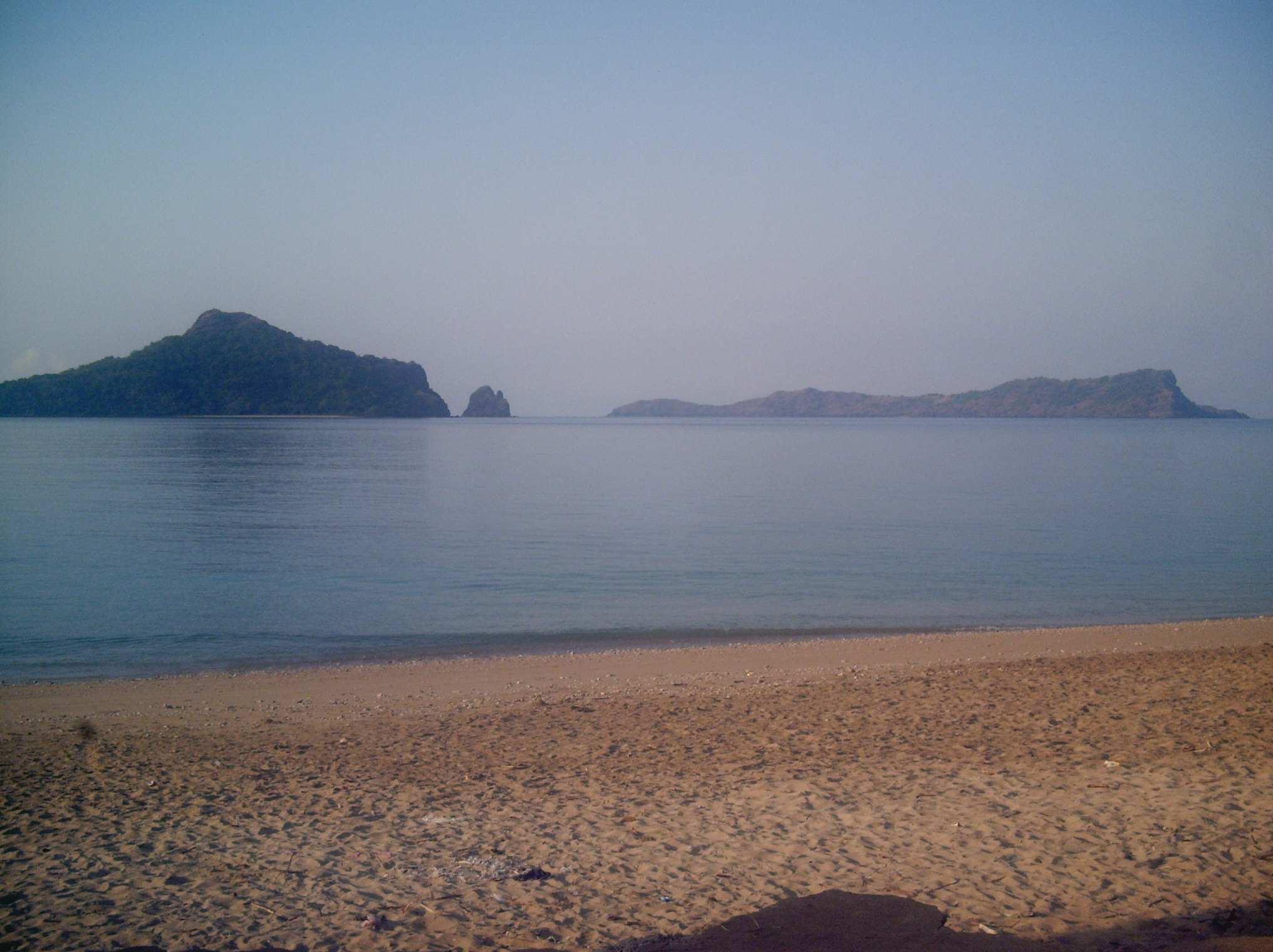
Îlot de Nioumachoua

Nioumachoua är en ort på ön Mohéli på Komorerna. Den hade 2 687 invånare år 2003.